# Eulithis peloponnesiaca
Eulithis peloponnesiaca är en fjärilsart som beskrevs av Hans Rebel 1902. Eulithis peloponnesiaca ingår i släktet Eulithis och familjen mätare. Inga underarter finns listade i Catalogue of Life.